# Lille ildfugl
Den lille ildfugl (Lycaena phlaeas) er en dagsommerfugl, der er udbredt i Europa, Nord- og Østafrika, Asien og det østlige Nordamerika. Den er meget almindelig i hele Danmark, hvor den er den almindeligste af ildfuglene og flyver i månederne fra april til oktober, hyppigst i august. Den lille ildfugl foretrækker tørre og sandede områder som strandoverdrev eller brakmarker, men kan findes i alle blomsterrige områder.

## Udseende
Den lille ildfugl er normalt 25 til 30 millimeter i vingefang, men sidst på året ses mindre eksemplarer. Den har orangerøde forvinger med skarptkantede sorte pletter og mørke bagvinger med gyldne sømbånd på oversiden og små mørke pletter på undersiden. Hunnen er lidt større end hannen.

## Livscyklus
Sommerfuglen flyver i Danmark i 2 eller 3 generationer. Den overvintrer som larve, der forpupper sig om foråret, hvorefter den klækker 3-4 uger senere. Den første generations flyvetid topper omkring 1. juni. Den anden generation topper i begyndelsen af august.

## Foderplanter
Lille ildfugls larve anvender især rødknæ som foderplante, men også andre syre-arter, som almindelig syre. Den voksne sommerfugl besøger gerne blåmunke, blåhat, hedelyng, brandbæger og mange andre planter.